# Mąkowarsko
Mąkowarsko is een plaats in het Poolse district  Bydgoski, woiwodschap Koejavië-Pommeren. De plaats maakt deel uit van de gemeente Koronowo en telt 1300 inwoners.